# Okayama Tetsuya
Tetsuya Okayama (sinh ngày 27 tháng 8 năm 1973) là một cầu thủ bóng đá người Nhật Bản.

## Sự nghiệp câu lạc bộ
Tetsuya Okayama đã từng chơi cho Nagoya Grampus Eight, Albirex Niigata và Albirex Niigata Singapore.